# Lasara Bahili (Gunung Sitoli)
Lasara Bahili is een bestuurslaag in het regentschap Gunungsitoli van de provincie Noord-Sumatra, Indonesië. Lasara Bahili telt 2456 inwoners (volkstelling 2010).